# Guanambi (kommun)
Guanambi är en kommun i Brasilien.   Den ligger i delstaten Bahia, i den östra delen av landet, 600 km öster om huvudstaden Brasília. Antalet invånare är 78 801.
Följande samhällen finns i Guanambi:
- Guanambi

Omgivningarna runt Guanambi är huvudsakligen savann. Runt Guanambi är det ganska tätbefolkat, med 86 invånare per kvadratkilometer.